# Helen Jacobs
Helen Hull Jacobs (Globe, 6 de Agosto de 1908 - East Hampton, 2 de Junho de 1997) foi uma tenista profissional estadunidense.

## Grand Slam finais

### Simples: 16 (5 títulos, 11 vices)
| Resultado | Ano  | Campeonato    | Piso   | Oponente         | Placar                |
| --------- | ---- | ------------- | ------ | ---------------- | --------------------- |
| Vice      | 1928 | US Open       | Grama  | Helen Wills      | 2–6, 1–6              |
| Vice      | 1929 | Wimbledon     | Grama  | Helen Wills      | 1–6, 2–6              |
| Vice      | 1930 | Roland Garros | Saibro | Helen Wills      | 2–6, 1–6              |
| Vice      | 1932 | Wimbledon     | Grama  | Helen Wills      | 3–6, 1–6              |
| Campeã    | 1932 | US Open       | Grama  | Carolin Babcock  | 6–2, 6–2              |
| Campeã    | 1933 | U.S. Open (2) | Grama  | Helen Wills      | 8–6, 3–6, 3–0 retired |
| Vice      | 1934 | Roland Garros | Saibro | Margaret Scriven | 5–7, 6–4, 1–6         |
| Vice      | 1934 | Wimbledon     | Grama  | Dorothy Round    | 2–6, 7–5, 3–6         |
| Campeã    | 1934 | U.S. Open (3) | Grama  | Sarah Palfrey    | 6–1, 6–4              |
| Vice      | 1935 | Wimbledon     | Grama  | Helen Wills      | 3–6, 6–3, 5–7         |
| Campeã    | 1935 | U.S. Open (4) | Grama  | Sarah Palfrey    | 6–2, 6–4              |
| Campeã    | 1936 | Wimbledon     | Grama  | Hilde Krahwinkel | 6–2, 4–6, 7–5         |
| Vice      | 1936 | U.S. Open     | Grama  | Alice Marble     | 6–4, 3–6, 2–6         |
| Vice      | 1938 | Wimbledon     | Grama  | Helen Wills      | 4–6, 0–6              |
| Vice      | 1939 | U.S. Open     | Grama  | Alice Marble     | 0–6, 10–8, 4–6        |
| Vice      | 1940 | U.S. Open     | Grama  | Alice Marble     | 2–6, 3–6              |